# XV Governo Constitucional de Portugal
O XV Governo Constitucional de Portugal tomou posse a 6 de abril de 2002, sendo chefiado por José Manuel Durão Barroso e constituído pelo Partido Social-Democrata e pelo Partido Popular, na sequência das eleições de 17 de março de 2002. Terminou o seu mandato a 17 de julho de 2004, devido à demissão do Primeiro-Ministro. 

## Composição
A sua constituição era a seguinte:
Legenda de cores
| Cargo                                                            | Detentor | Detentor                           | Detentor | Período                                    |
| ---------------------------------------------------------------- | -------- | ---------------------------------- | -------- | ------------------------------------------ |
| Primeiro-Ministro                                                |          | José Manuel Durão Barroso (1956–)  |          | 6 de abril de 2002 a 17 de julho de 2004   |
| Ministra de Estado e das Finanças                                |          | Manuela Ferreira Leite (1940–)     |          | 6 de abril de 2002 a 17 de julho de 2004   |
| Ministro de Estado e da Defesa Nacional                          |          | Paulo Portas (1962–)               |          | 6 de abril de 2002 a 17 de julho de 2004   |
| Ministro dos Negócios Estrangeiros e das Comunidades Portuguesas |          | António Martins da Cruz (1946–)    |          | 6 de abril de 2002 a 9 de outubro de 2003  |
| Ministro dos Negócios Estrangeiros e das Comunidades Portuguesas |          | Teresa Gouveia (1946–)             |          | 9 de outubro de 2003 a 17 de julho de 2004 |
| Ministro da Administração Interna                                |          | António Figueiredo Lopes (1936–)   |          | 6 de abril de 2002 a 17 de julho de 2004   |
| Ministra da Justiça                                              |          | Celeste Cardona (1951–)            |          | 6 de abril de 2002 a 17 de julho de 2004   |
| Ministro da Presidência                                          |          | Nuno Morais Sarmento (1961–)       |          | 6 de abril de 2002 a 17 de julho de 2004   |
| Ministro dos Assuntos Parlamentares                              |          | Luís Marques Mendes (1957–)        |          | 6 de abril de 2002 a 17 de julho de 2004   |
| Ministro-Adjunto do Primeiro-Ministro                            |          | José Luís Arnaut (1963–)           |          | 6 de abril de 2002 a 17 de julho de 2004   |
| Ministro da Economia                                             |          | Carlos Tavares (1953–)             |          | 6 de abril de 2002 a 17 de julho de 2004   |
| Ministro da Agricultura, do Desenvolvimento Rural e das Pescas   |          | Armando Sevinate Pinto (1946–2015) |          | 6 de abril de 2002 a 17 de julho de 2004   |
| Ministro da Educação                                             |          | David Justino (1953–)              |          | 6 de abril de 2002 a 17 de julho de 2004   |
| Ministro da Ciência e Ensino Superior                            |          | Pedro Lynce (1943–)                |          | 6 de abril de 2002 a 6 de outubro de 2003  |
| Ministro da Ciência e Ensino Superior                            |          | Maria da Graça Carvalho (1955–)    |          | 6 de outubro de 2003 a 17 de julho de 2004 |
| Ministro da Cultura                                              |          | Pedro Roseta (1943–)               |          | 6 de abril de 2002 a 17 de julho de 2004   |
| Ministro da Saúde                                                |          | Luís Filipe Pereira (1944–)        |          | 6 de abril de 2002 a 17 de julho de 2004   |
| Ministro da Segurança Social e do Trabalho                       |          | António Bagão Félix (1948–)        |          | 6 de abril de 2002 a 17 de julho de 2004   |
| Ministro das Obras Públicas, Transportes e Habitação             |          | Luís Valente de Oliveira (1937–)   |          | 6 de abril de 2002 a 5 de abril de 2003    |
| Ministro das Obras Públicas, Transportes e Habitação             |          | António Carmona Rodrigues (1956–)  |          | 5 de abril de 2003 a 17 de julho de 2004   |
| Ministro das Cidades, Ordenamento do Território e Ambiente       |          | Isaltino Morais (1949–)            |          | 6 de abril de 2002 a 5 de abril de 2003    |
| Ministro das Cidades, Ordenamento do Território e Ambiente       |          | Amílcar Theias (1946–)             |          | 5 de abril de 2003 a 12 de julho de 2004   |
| Ministro das Cidades, Ordenamento do Território e Ambiente       |          | Arlindo da Cunha (1950–)           |          | 12 de julho de 2004 a 17 de julho de 2004  |